# Communauté de communes du Mâconnais - Val de Saône
La communauté de communes du Mâconnais-Val de Saône est une ancienne communauté de communes française.
Située dans le département de Saône-et-Loire et la région Bourgogne-Franche-Comté, elle avait son siège à Lugny. 
Née le 1er janvier 2003 de la fusion de trois communautés de communes, elle cessa d'exister le 1er janvier 2017, avec la mise en place du nouveau schéma départemental de coopération intercommunale.

## Composition
| Nom                     | Code Insee | Gentilé        | Superficie (km2) | Population (dernière pop. légale) | Densité (hab./km2) |
| ----------------------- | ---------- | -------------- | ---------------- | --------------------------------- | ------------------ |
| Lugny (siège)           | 71267      | Lugnisois      | 13,88            | 892 (2014)                        | 64                 |
| Bissy-la-Mâconnaise     | 71035      | Bissillons     | 4,96             | 208 (2014)                        | 42                 |
| Burgy                   | 71066      | Burgerons      | 2,87             | 115 (2014)                        | 40                 |
| Chardonnay              | 71100      | Charneurons    | 6,37             | 202 (2014)                        | 32                 |
| Clessé                  | 71135      | Clesséens      | 10,06            | 834 (2014)                        | 83                 |
| Cruzille                | 71156      | Cruzillois     | 11,11            | 256 (2014)                        | 23                 |
| Fleurville              | 71591      | Fleurvillois   | 3,91             | 499 (2014)                        | 128                |
| Grevilly                | 71226      | Grevillons     | 2,65             | 35 (2014)                         | 13                 |
| Montbellet              | 71305      | Montbellois    | 19,78            | 804 (2014)                        | 41                 |
| Saint-Albain            | 71383      | Saint-Albinois | 5,64             | 505 (2014)                        | 90                 |
| Saint-Gengoux-de-Scissé | 71416      | Scisséens      | 10,90            | 609 (2014)                        | 56                 |
| Viré                    | 71584      | Viréens        | 11,28            | 1 121 (2014)                      | 99                 |

## Compétences
Cette communauté de communes intervenait dans de nombreux domaines, parmi lesquels figuraient l'aménagement du territoire, le développement économique, le développement durable, les loisirs et le tourisme, l'action sociale et la sécurité.
Étaient notamment de sa compétence :
- l'enfance jeunesse ;
- la petite enfance ;
- les relais assistantes maternelles ;
- les ordures ménagères ;
- l'école de musique « La Tartevelle » ;
- le dojo (installé à Lugny);
- les garderies périscolaires.

## Historique
La communauté de communes du Mâconnais-Val de Saône était née le 1er janvier 2003 de la fusion de trois communautés de communes regroupant un total de quinze communes du Haut-Mâconnais :
- celle de Lugny, dénommée la communauté de communes du Haut-Mâconnais ;
- celle d'Azé, dénommée la communauté de communes des coteaux de la Haute-Mouge ;
- celle de Viré, déjà dénommée « communauté de communes du Mâconnais-Val de Saône ».

Cette création résultait d'un patient processus de rapprochement, évoqué en ces termes fin 2003 par Guy Berthaud, maire de Lugny et président de la communauté de communes : « En 1990, un essai à 19 échoue, mais, parce que l'État incite aux regroupements, nous créons en 1993 quatre petites communautés de communes de 2000 habitants environ. Moqués par beaucoup, nous avons pourtant déployé une grande activité, appris à nous connaître et avons à notre actif de nombreuses réalisations : le tri sélectif, la déchetterie à Péronne, le service enfance jeunesse, le relais assistantes maternelles, les haltes-garderies, l'école de musique, le dojo, le fonctionnement de la piscine et du camping d'Azé... Tout cela en quelque huit ans. Mais il est vrai que nous étions petits pour faire plus et surtout plus grand. Suivant les conseils qu'on nous donnait, nous avons consacré l'année 2002 à la discussion pour un regroupement cantonal à 15, effectif au 1er janvier 2003 sous le nom de communauté de communes Mâconnais-Val de Saône. Ce ne fut pas facile, mais notre volonté d'aboutir nous a fait répondre oui aux exigences qu'on nous posait : prise en compte de la piscine et du camping d'Azé, intégration des garderies périscolaires. Et nous avons réparti loyalement les responsabilités. »
Les communes d'Azé, de Saint-Maurice-de-Satonnay et de Péronne quittèrent toutefois ultérieurement cette structure pour intégrer la communauté d'agglomération du Mâconnais - Val de Saône, et la communauté passa alors à douze communes.
La commune de La Salle ayant dès le départ appartenu à une communauté extérieure au canton de Lugny qui était son canton d'appartenance (celle de Senozan), la communauté de communes du Mâconnais-Val de Saône ne recoupait donc pas exactement les limites du canton de Lugny (seize communes).
Le 1er janvier 2017, avec la mise en place du nouveau schéma départemental de coopération intercommunale, la communauté de communes a fusionné avec la communauté de communes du Tournugeois pour former une nouvelle entité : la communauté de communes Mâconnais-Tournugeois.

## Organisation et présidence

### Conseil communautaire
La communauté de communes du Mâconnais-Val de Saône, qui rassemblait un total de quinze communes à sa fondation en 2003, était alors représentée par 34 délégués, répartis comme suit :
- trois délégués pour Azé, Clessé, Lugny, Montbellet, Saint-Gengoux-de-Scissé et Viré ;
- deux délégués pour Bissy-la-Mâconnaise, Chardonnay, Cruzille, Fleurville, Péronne, Saint-Albain et Saint-Maurice-de-Satonnay ;
- un délégué pour Burgy et Grevilly.

### Présidence
Cette communauté de communes eut successivement pour président :
- de janvier 2003 à 2008 : Guy Berthaud, maire de Lugny (avec, en 2003, Patricia Clément pour 1re vice-présidente, Daniel Bouchard pour 2e vice-président et Bernard Robelin pour 3e vice-président) ;
- de 2008 à 2017 : Patricia Clément, maire de Fleurville.

### Commissions
À sa création, son fonctionnement s'appuyait sur le travail fourni par quatre commissions, lesquelles se répartissaient les compétences attribuées à la communauté de communes :
- commission finances ;
- commission jeunesse (service enfance jeunesse, relais assistantes maternelles, haltes-garderies, associations sportives et culturelles) ;
- commission camping/piscine (avenir du site, fonctionnement) ;
- commission environnement et patrimoine (déchet, Boucherette).

## Budget
Le premier budget de la communauté de communes, adopté par le conseil de communauté le 31 mars 2003, s'élevait à 1 373 320 euros pour le fonctionnement et à 68 915 euros pour l'investissement.
À titre d'exemple, le budget 2012 de la communauté de communes s'est élevé à la somme de 1 993 658 euros.

## Tourisme

La communauté de communes du Mâconnais-Val de Saône a été l'une des quatre cofondatrices du Pays d'art et d'histoire « Entre Cluny et Tournus » créé en 2010.

La communauté de communes du Mâconnais-Val de Saône était l'une des quatre communautés de communes composant le Pays d'art et d'histoire « Entre Cluny et Tournus » (avec les communautés de communes de Cluny, Saint-Gengoux-le-National et Tournus), fondé en 2010.

## Jumelage
La communauté de communes du Mâconnais-Val de Saône s'était jumelée avec la commune italienne de Quiliano (province de Savone, dans la région Ligurie).

## Sources
- Le SPLAF (Site sur la Population et les Limites Administratives de la France)
- La base ASPIC
- INSEE